# Ștefan Tinca
Ștefan A. Tinca (n. 16 octombrie 1971, București, România) este un diplomat român, fiind în prezent ambasadorul României în Turcia. Înainte de aceasta, a fost director general al afacerilor regionale din 2011 până în 2012 și ambasadorul României în Belgia.

## Carieră profesională
Tinca a fost directorul general al afacerilor politice la MAE din 2008 până în 2011 După aceea a devenit director general al afacerilor regionale până în Iulie 2012 când a devenit ambasadorul României în Belgia.

## Viață personală
Ștefan Tinca este căsătorit și are 2 copii. Este fiul fostului ministru al apărării nationale, Gheorghe Tinca.